# Седмурча
Седмурча́ — река в Удмуртии, протекает в Вавожском районе. Устье реки находится в 55 км по левому берегу реки Вала, в 26 км от своего Истока и в 12 км к северо-западу от Вавожа.
Длина реки составляет 38 км, площадь водосборного бассейна 268 км².
Берёт начало в лесах Кизнерского района Удмуртской Республики в 3 км от границы Вавожского района.
Попадая в Вавожский район, образует пруд в деревне Косая Можга. На реке Седмурча расположены населённые пункты (ныне существующие): д. Косая Можга, село Брызгалово, д. Зямбай, д. Старая Бия и д. Новая Бия. До села Брызгалово сливается со своим крупнейшим притоком Зетловайка — левый приток, на нём стоит деревня Зетловай. 
Здесь, в селе Брызгалово река Седмурча образует пятое по размеру (5 млн куб м) в Удмуртии водохранилище — Брызгаловский пруд. Ещё один (третий по всей реке) пруд расположен в деревне Зямбай

## Данные водного реестра
По данным государственного водного реестра России относится к Камскому бассейновому округу, водохозяйственный участок реки — Вятка от водомерного поста посёлка городского типа Аркуль до города Вятские Поляны, речной подбассейн реки — Вятка. Речной бассейн реки — Кама.
Код объекта в государственном водном реестре — 10010300512111100039535.